# Elecciones seccionales de Ecuador de 1980
Las elecciones seccionales de Ecuador de 1980 se realizaron el 7 de diciembre de 1980 para elegir los cargos de 52 consejeros provinciales y 427 concejales cantonales para el periodo 1981-1986.